# Fastrauer Mühle

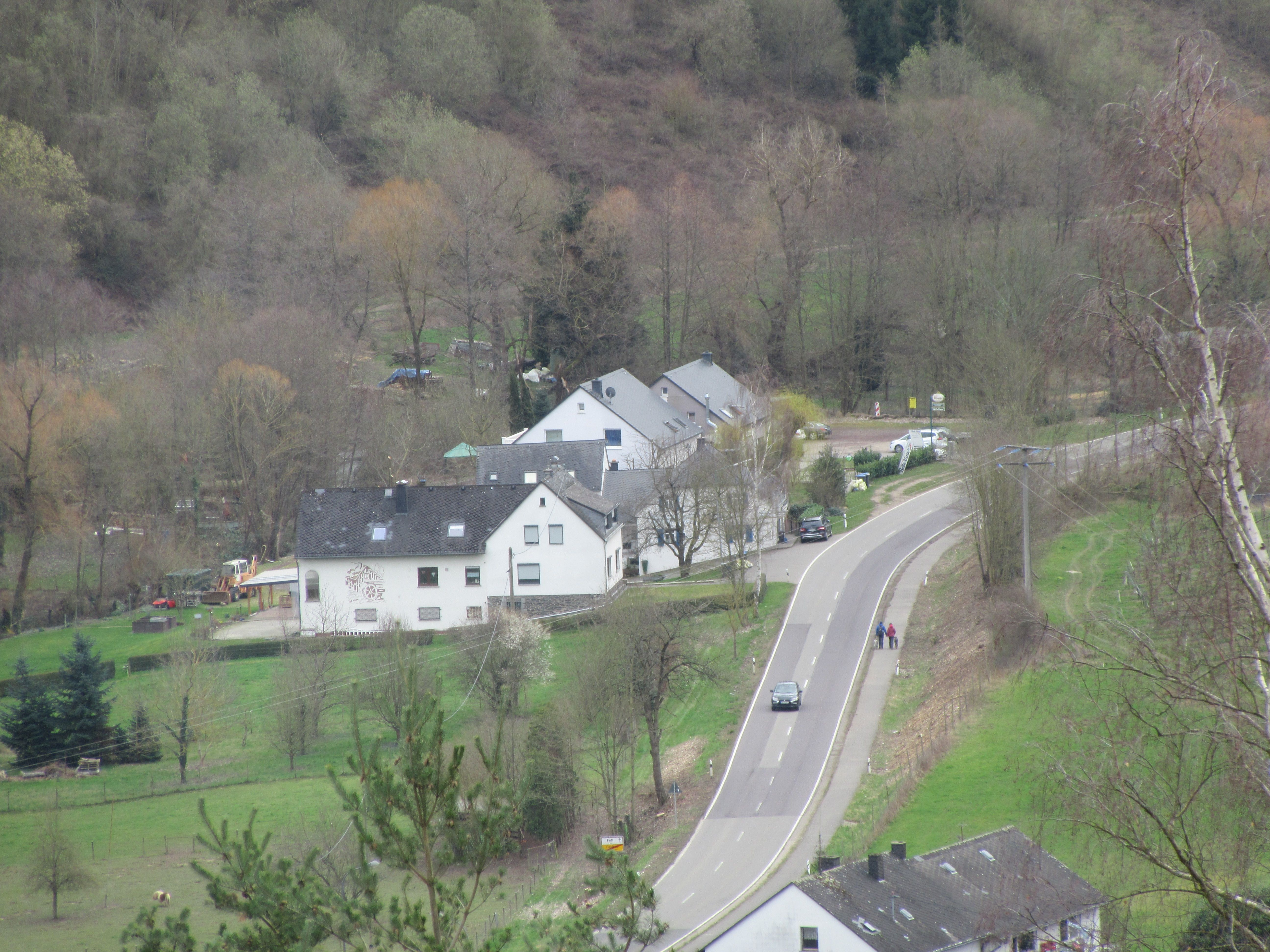
Fastrauer Mühle

Die Fastrauer Mühle am Feller Bach ist eine ehemalige Wassermühle im Landkreis Trier-Saarburg in Rheinland-Pfalz.
Sie liegt zwischen Fell (Mosel) und Fell-Fastrau an der Landesstraße 150.
Das Gelände liegt auf etwa 149 Meter über NHN. Die Mühle wurde 1646 erbaut und war bis 1951 in Betrieb.
Das Anwesen wird heute gewerblich genutzt (Restaurant, Pizzeria, Ferienwohnungen).